# 1424 Sundmania
Az 1424 Sundmania (ideiglenes jelöléssel 1937 AJ) a Naprendszer kisbolygóövében található aszteroida. Yrjö Väisälä fedezte fel 1937. január 9-én, Turkuban.